# Tommy Couch
Thomas J. Couch (* 12. November 1942 in Tuscumbia, Alabama, USA) ist ein US-amerikanischer Musikproduzent, Songwriter, Toningenieur und Labelbetreiber.
1962 gründete Couch, damals noch Pharmaziestudent, zusammen mit seinem Schwager Mitchell Malouf die Booking-Agentur Malaco Attractions. Sie wurden bei Konzertveranstaltungen von Wolf Stephenson unterstützt. 1967 entstand Malaco Records, nachdem sie ein Aufnahmestudio eröffnet hatten. Als Malouf 1974 das Unternehmen verließ, wurde es von Couch und Stephenson weitergeführt; später kam Stewart Madison als Partner dazu.
Tommy Couch produzierte zahlreiche Alben, schrieb Songs und brachte sich in anderen Funktionen in den Entstehungsprozess der Musik ein, zum Beispiel als Toningenieur. 2016 wurde Tommy Couch zusammen mit Wolf Stephenson in der Kategorie „Non-Performer“ in die Blues Hall of Fame aufgenommen.